# Lozuvatka, Pervomaisk
Lozuvatka (în ucraineană Лозуватка) este un sat în comuna Tarasivka din raionul Pervomaisk, regiunea Mîkolaiiv, Ucraina.

## Demografie
Componența lingvistică a localității Lozuvatka
     Ucraineană (84,19%)
     Română (9,83%)
     Alte limbi (0,43%)
Conform recensământului din 2001, majoritatea populației localității Lozuvatka era vorbitoare de ucraineană (84,19%), existând în minoritate și vorbitori de română (9,83%) și armeană (5,56%).